# Karakule
Karakule – wieś w Polsce położona w województwie podlaskim, w powiecie białostockim, w gminie Supraśl.
Wieś zajmuje obszar o pow. 1081,6907 ha. Wieś posiada status sołectwa. 
Przez Karakule przepływa rzeczka Bałbytka, która jest dopływem Supraśli. Etymologia nazwy nieznana.
Miejscowość jest siedzibą parafii rzymskokatolickiej Wniebowstąpienia Pańskiego, należącej do metropolii białostockiej, dekanatu Wasilków. W strukturze Kościoła prawosławnego wieś podlega parafii pw. Zwiastowania Przenajświętszej Bogurodzicy i św. Jana Teologa w Supraślu, należącej do diecezji białostocko-gdańskiej, dekanatu Białystok (w Karakulach budowana jest cerkiew filialna pw. Ikony Matki Bożej „Życiodajne Źródło”).

## Historia miejscowości
Wieś magnacka hrabstwa zabłudowskiego położona była w końcu XVIII wieku w powiecie grodzieńskim województwa trockiego Wielkiego Księstwa Litewskiego. 
Słownik geograficzny Królestwa Polskiego i innych krajów słowiańskich podaje nazwę: Karakule, Karakuły – wieś w pow. białostockim, gmina Dojlidy, 8 wiorst od Białegostoku, 274 dziesięciny.
W 1921 roku w miejscowości naliczono 53 budynki z przeznaczeniem mieszkalnym oraz 302 mieszkańców (140 mężczyzn i 162 kobiety). Narodowość polską zgłosiło 301 osób, oraz białoruską 1 osoba. Wyznanie rzymskokatolickie podało 197 osób, a prawosławne 105 osób.
4 października 1954 roku Karakule weszły w skład Gromady Ogrodniczki ze zniesionej gminy Dojlidy i były w jej składzie do 1 stycznia 1972 a następnie w Gromadzie Wasilków do kolejnej reformy gminnej czyli do 1 stycznia 1973. W latach 1975–1998 miejscowość administracyjnie należała do województwa białostockiego.
29 czerwca 2001 w Karakulach roku erygowano parafię rzymskokatolicką, którego siedzibą jest modernistyczny kościół, znajdujący się przy ul. Kościelnej 1.

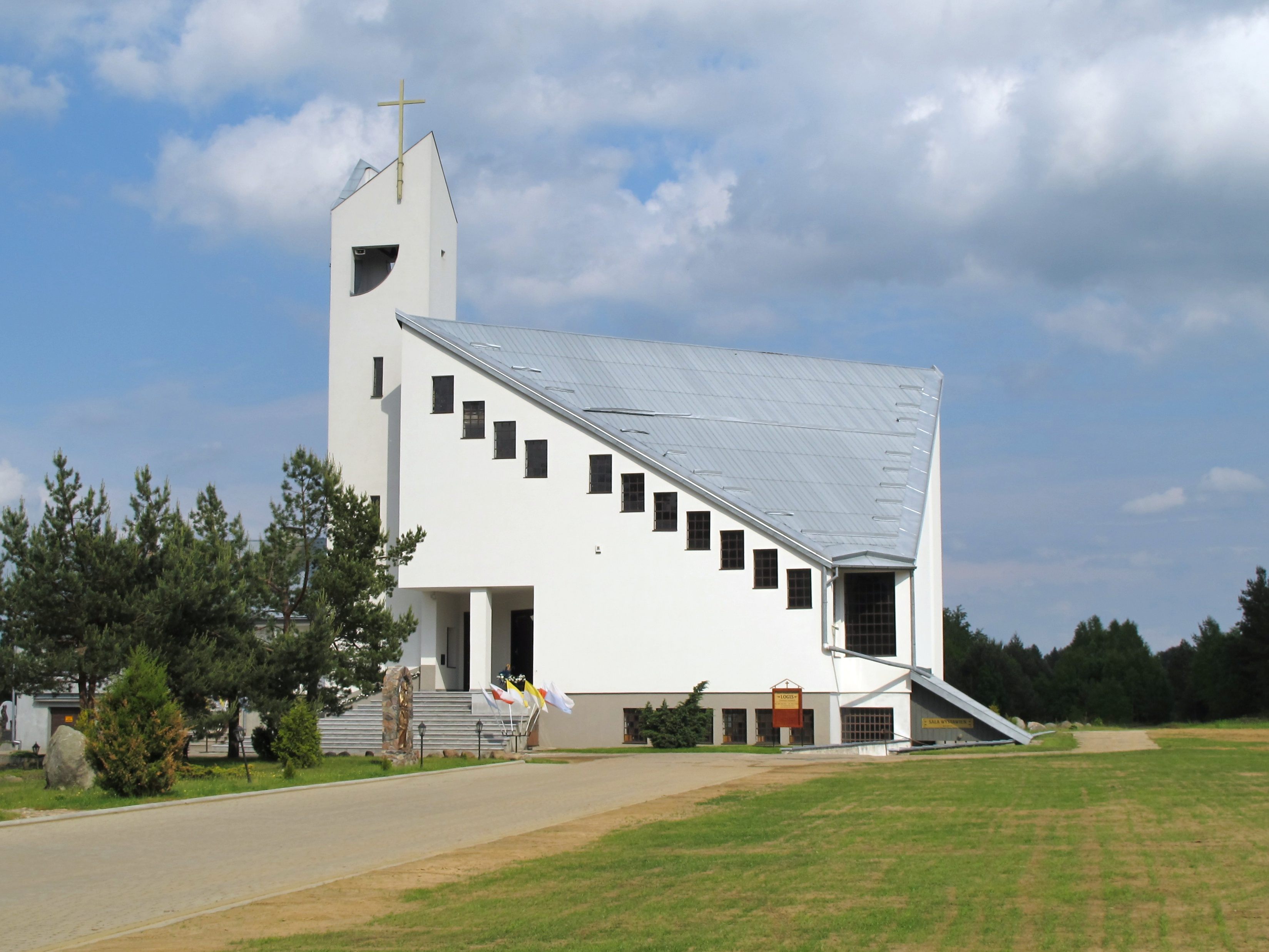
Kościół pw. Wniebowstąpienia Pańskiego

.

## Współcześnie
W miejscowości funkcjonuje Gminna Pracownia Edukacji Kulturalnej, gdzie organizowane są m.in. zajęcia artystyczne i sportowe, konkursy, warsztaty, rajdy, imprezy i koncerty.
Dnia 11 marca 2011 roku zostało zarejestrowane Stowarzyszenie Rozwoju wsi Karakule i okolic. Już po raz drugi było ono organizatorem m.in. rajdu rowerowego dnia 3 maja połączonego z piknikiem rodzinnym z atrakcjami przy świetlicy w Karakulach.
Dnia 23 kwietnia 2012 roku Podlaski Ośrodek Doradztwa Rolniczego w Szepietowie podał informację, iż miejscowość Karakule będzie reprezentować powiat białostocki w pierwszym wojewódzkim konkursie na najpiękniejszą i najbardziej estetyczną wieś na Podlasiu.